# Jamesonia warscewiczii
Jamesonia warscewiczii là một loài dương xỉ trong họ Pteridaceae. Loài này được Mett. Christenh. mô tả khoa học đầu tiên năm 2011.